# Elena Gobernado
Elena Gobernado Santos es una editora de guion, guionista y asesora de series y largometrajes de animación española.

## Trayectoria
Estudió Ciencias de la comunicación en la Universidad Antonio de Nebrija en Madrid y, posteriormente, realizó un curso de Film & TV en la Universidad de Wolverhampton en Inglaterra. Ha escrito y participado en el desarrollo de biblias para series de animación como Pocoyó en 2005 y Shuriken School en 2006. También ha colaborado con varias productoras, entre ellas Hampa, el Sr. Studio, Gallego Bross, Aúpa, Animazing! o Mediapro desde finales de los años 90 del siglo XX.
Es socia de Escriptors de l'Audiovisual Valencià (EDAV), pertenece al sindicato de guionistas ALMA y ha impulsado con otras profesionales del sector la creación de la asociación de Mujeres en la Industria de la Animación (MIA).
En 2016, participó como guionista en la película Vs. Santa. Fue argumentista, desarrolladora de personajes y autora del guion de un videojuego de realidad virtual para el instituto I3B de la Universidad Politécnica de Valencia (UPV).
Ha sido jurado de varios premios, entre ellos el Premio EDAV al mejor desarrollo de historia e investigación de la IV edición de Humans Fest (International Festival Of Cinema And Human Rights) que tuvo lugar entre el 9 y el 16 de febrero de 2018, y de la XIV edición del Premio SGAE de Guion para Largometraje Julio Alejandro, el 17 de noviembre de 2017.
Fue conductora de la jornada 'Videojuegos: Retos y oportunidades para creadoras y creadores' en diciembre de 2017.
Ha participado en la creación de contenidos multiplataforma, también ha participado como letrista y coordinadora del DVD Cebras a Bailar de la Fundación Mapfre y ha realizado el desarrollo de los personajes para el cómic, los libros y la web Circulando Club Cebra, premio infancia de la Comunidad de Madrid. También ha sido fundadora de la Compañía de Teatro Sal de mi vida, donde ha ejercido de directora de escena, y es colaboradora habitual en webs de temática infantil como En Babia Comunicación.
Ha realizado labores de docencia de guion y narrativa en Barreira Arte y Diseño.

## Premios y reconocimientos
La serie de animación Shuriken School en la que ha participado como argumentista, biblia, analista de guion y tratamiento fue seleccionada para Animadrid 2006. Por otro lado, la serie infantil de animación Pocoyó (3D Preschool), para la que elaboró la biblia venta y literaria, el guion piloto y la traducción y adaptación de la 1ª temporada, ha recibido multitud de premios entre los que destacan la mejor serie animación infantil en Annecy 2006, el BAFTA 2006 y 2007, el Zapping 2007 y 2008 y el CICDAF 2007, entre otros premios internacionales.